# David Farragut
Pour les articles homonymes, voir Farragut.
David Glasgow Farragut (5 juillet 1801 – 14 août 1870) était le commandant en chef de l'U.S. Navy pendant la guerre de Sécession. Il fut le premier amiral de la flotte américaine.
On se souvient de lui dans la culture populaire pour son ordre donné lors de la bataille de Mobile : « Au diable les torpilles, en avant toute ! »

## Les origines
David Glasgow Farragut est né le 5 juillet 1801 à Campbell Station (l'actuelle ville de Farragut), près de Knoxville (Tennessee). Fils de Jordi Ferragut, né le 28 septembre 1755 à Ciutadella sur l'île de Minorque, mort le 4 juin 1817 à Pascagoula États-Unis, marin espagnol immigré aux États-Unis en 1776. Son père servira la marine de son nouveau pays et c'est tout naturellement que le jeune Farragut suivra les pas de son père.
L'un des amis de sa famille était David Porter, officier renommé de l'US Navy. On raconte que Porter avait été sauvé d'un naufrage par Jordi. Quoi qu'il en soit, David Porter offrit de prendre soin de l'éducation de James et d'en faire un officier de marine. Ce que l'enfant dû apprécier puisqu'il décida de porter désormais le prénom de David.
À 8 ans, il se retrouve mousse ; à 9 ans, appointé comme midshipman. À 11 ans, il assiste à son premier combat et à 12 ans reçoit son premier commandement, celui d'une prise faite par l'Essex, qu'il ramène à bon port.
Son parcours est classique jusqu'au début de la guerre de Sécession.

## Pendant la guerre de Sécession
Bien que né dans le Tennessee, élevé en Louisiane, vivant en Virginie (trois États qui font sécession), il reste fidèle à l'Union. En janvier 1862, il reçoit les étoiles de contre-amiral et prend le commandement de l'escadre du blocus de l'Ouest du golfe du Mexique (West Gulf Blockade squadron).
En avril 1862, il force le passage et s'empare de La Nouvelle-Orléans, privant la Confédération du débouché du Mississippi.
En juin 1862, il est au siège de Vicksburg mais sans grand succès, ses navires n'étant que de peu d'utilité.
En 1864, il reçoit la mission de s'emparer de Mobile. Il s'empare des accès de la baie de Mobile le 5 août 1864. Mais la ville sera prise plus tard, par l'Armée de terre. Il sera nommé vice-amiral à la suite de cette bataille.
En 1866, le Congrès des États-Unis lui accorde le grade d'amiral qu'il est le premier à obtenir.
En 1867-1868, il commande l'escadre d'Europe ("European squadron").
En 1868, il est pressenti pour se présenter comme candidat à la présidence, mais décline la proposition.

## Fin de vie
Il meurt le 14 août 1870, à l'âge de 69 ans, à Portsmouth, (New Hampshire). Le convoi funéraire est conduit par le président Ulysses S. Grant et suivi, entre autres, par 10 000 marins et soldats.
En 1942, l’amiral King, alors à la tête de la marine américaine, dresse la liste des cinq plus fameux amiraux du passé. Il nomme John Jervis, Horatio Nelson, Maarten Tromp, Suffren et David Farragut.